# پس‌پای
پس‌پای یا مو دوپیکر یک ستاره است که در صورت فلکی دوپیکر قرار دارد.
نام پس‌پای از زبان پارسی میانه گرفته شده‌است.